# 天使のいない12月
『天使のいない12月』（てんしのいない12がつ、英: December when there is no angel）は2003年9月26日に発売された、Leaf制作のアダルトゲーム。略称は「天いな」または「天使」が使われている。

## 概要
初回限定版であるCD-ROM版と通常版のDVD-ROM版の2種類があるが、ゲームの内容は同じで、定価も両方とも8,800円（税抜）である。ゲーム中のテキストを対話シーンでは通常のAVG同様画面下部ウインドウに表示し、独白シーンはビジュアルノベル形式で表示をするというハイブリッドな方式を採用している。フルボイス形式で、主人公を除いて、モブ（背景キャラ）も含めた全てのキャラクターに声が当てられている。
ゲームの内容は、人間関係は軽く薄く小さくがモットーの主人公が、成り行きと興味本位で一人の少女と性的関係を持ってしまう事から発生する人間模様を描く。

## 登場人物
木田時紀（きだ ときのり）
声 - 鈴木達央 (ドラマ CD)
本作品の主人公（名前は変更可能）。家族は共働きの両親と年子の妹の4人構成。無気力かつ厭世的で、学校の屋上でタバコを吹かすのが日課。一方で、透子が拾ってきた子犬の面倒を見るなど優しい一面もある。妹の恵美梨に頼まれ、彼女が家事一切を引き受ける代わりに、人気のクリスマスケーキを確保するためケーキ屋のアルバイトを始める。
栗原透子（くりはら とうこ）
声 - 鮎川ひなた
3月20日生。本作品のメインヒロイン。主人公としのぶのクラスメイトで、常にしのぶの後に付いて行動している。顔も頭も悪く、鈍臭い上に気も弱い。クラスでは存在感がなく、同級生からは馬鹿にされている。時紀が屋上にいるのを偶然目撃すると、自分も屋上を居場所にしたいと頼みこみ、その交換条件として時紀と肉体関係を持つ。それは一回限りの関係のはずだったが、誰かに必要とされたいと思うあまり、その後も関係を望むようになる。なお、程度の差はあるが、透子の存在は他の全てのヒロインのシナリオにも絡む。また、透子の眼鏡を外したCGは、『アルルゥとあそぼ!!』の「りーぽん」で登場している。
榊しのぶ（さかき しのぶ）
声 - 鷹月さくら
12月29日生。透子の幼馴染でクラスメイト。クラス委員を務めており、よくクラスを仕切っており、女生徒からは慕われている。透子を誰よりも愛しており、成績優秀だが非常に気が強く、透子を傷つける者には容赦なく手を出すこともしばしばある。今の学校に入学する際も、本当はもっと偏差値の高い学校に入学できたにもかかわらず、透子の成績に合わせてわざと偏差値の低いこの学校を選んだという経緯がある。
麻生明日菜（あそう あすな）
声 - 皆美伊吹
3月6日生。時紀がアルバイトするケーキ屋の先輩。仏文科在学の、美人で肉感的な女子大学生。店長の文吾は、明日菜の母方の叔母である柚美の夫である。時紀に対しては普段は小悪魔のように振舞うが、時には悩み事の相談に乗ったりと大人っぽい態度を見せることもある。時紀たちが通う高校のOGでもある。
須磨寺雪緒（すまでら ゆきお）
声 - 井村屋ほのか
8月5日生。主人公の同級生（クラスは異なる）。よく放課後にアコースティックギターを爪弾いている。以前はピアノを弾いていて、コンクールで受賞したこともあったが、何の意味もないと止めてしまった。時紀は知らないが、その美貌や優秀な成績、神秘性などにより学校では非常に有名らしい。時紀と同じケーキ屋でアルバイトを始める。実は自殺願望を秘めており、それを知った時紀は大いに動揺することとなる。
葉月真帆（はづき まほ）
声 - 安玖深音
10月1日生。時紀の後輩で、恵美梨のクラスメイト。ラクロス部所属。性格は明るく元気で、落ち着きが足りない。功の彼女であるが、恋愛における肉体関係について納得できる答えが見つからず、功を拒んでいる。そのために功との関係がギクシャクして悩んでいる。
木田恵美梨（きだ えみり）
声 - みる
時紀の実の妹で、同じ学校に通っている。容姿同様に性格も子供っぽく、喜怒哀楽が激しい。好物はハンバーグ。時紀の意地の悪い態度に対して、「根スケベ」「18禁男」「死んじゃえ」などと容赦ない口撃を浴びせる。それでも兄を心底嫌っているわけではなく、透子ルートでは透子と時紀の恋愛をそれなりに応援し、別のルートで透子と破局した時紀を気遣っていた。片想いの相手がいるらしいが、その正体は誰にも秘密にしている。なお、恵美梨の攻略は不可能である。『アルルゥとあそぼ!!』の「りーぽん」で脱衣したCGがある。
霜村功（しもむら いさお）
時紀の悪友で、真帆の彼氏。クリスマス・イヴに真帆と初体験を飾ろうと目論んでいるが、その下心を真帆に見透かされ、最近は関係がうまくいっていない。
巣鴨文吾（すがも ぶんご）
ケーキ店「維納夜曲」（うぃーんやきょく）の店長で、明日菜の叔母である柚美の夫。珠美という娘がいる。大柄でがっしりした体格とは裏腹に、そのケーキ作りの腕前は確かである。パリとウィーンで長い間修行を重ね、コンテストで入賞したこともあるらしい。クリスマスの繁忙期に備えて時紀と雪緒を雇う。怒るとすぐに手をあげるが、時紀の不調に気を遣う面もある。
橘（たちばな）
時紀のクラスの担任教師。英語を担当している。嫌味な性格で、生徒からは概ね嫌われている。明日菜の学生時代の担任でもあった。

## スタッフ
Leaf東京開発室による作品。
- プロデューサー：下川直哉
- ディレクター：鷲見努
- 企画・シナリオ：三宅章介
- キャラクターデザイン・原画：
  - なかむらたけし（栗原透子・榊しのぶ・葉月真帆）
  - みつみ美里（須磨寺雪緒・麻生明日菜・木田恵美梨）
- CG監修：甘露樹
- 音楽：松岡純也、石川真也、下川直哉、中上和英
- OP：I hope so
  - 作詞：須谷尚子、作曲：中上和英、編曲：中上和英、歌：池田春菜
- ED：ヒトリ
  - 作詞：須谷尚子、作曲：下川直哉、編曲：下川直哉・豆田将、歌：AKKO

## 特徴・評価

### シナリオ
本作品のシナリオの特徴には、次のようなものがある。
- 性欲・孤独感・自殺願望・不安定な人間関係など、思春期に特徴的な暗い側面を強調している。
- 極端に虚無的な思考回路、冷徹を装っても予想外の事態に巻き込まれるとひどく狼狽する事などから、主人公はいわゆる「ヘタレ」なキャラとされる。
- 各ヒロインのトゥルーエンドがハッピーエンドであるのか、それともアンハッピーエンドであるのかに関して、正解はもちろん、統一した見解も存在しない。
- ほぼすべてのトゥルーエンドはしこりや問題を残す終わり方をするため、見方によっては不完全燃焼感を抱くことになる。

キャラクターの造詣や痛みを伴う展開や結末から、鬱ゲーとみられることもあるが、スタッフは『PUSH!!』（晋遊舎）2003年9月号に掲載されたインタビューにおいて「鬱ゲーではない」と語っている。コンシューマーゲームへの移植の期待もあったようだが、諸事情により2014年5月現在に至るまで実現していない。
プレイヤーによって、各キャラクターのトゥルーエンドの解釈に大きな幅が生じる事に関しては、ピークス社発行の『天使のいない12月Visual Guide Book』のインタビューの中で、製作者側は狙ってやったことだと認めている。また、同じインタビューの中で製作者側は「ヒロインたちの10年後を想像して欲しい」とし、登場人物たちのその後はプレイヤーの手に委ねられているが、同時に各トゥルーエンドを新しい物語の始まりと捉えれば、彼らの前途もポジティブに解釈出来るとしている。

### 音楽
音楽は、主にピアノとアコースティックギターで演奏されたものが中心である。

## 備考
- 男性キャラクターの原画担当者は明らかにされていない。同様に男性キャラクターの声優も明らかにされていないが、エンディングロールでは出演した声優が列挙されている。その中で、配役が明記されていないのは以下の通りである。
  - 斉藤一
  - 後野祭
  - 森野花梨
  - 福島もも
- いわゆる美少女ゲームでは、赤や緑といった派手な髪の色をしたキャラクターや、奇抜なデザインの学生服が当然のように登場することが多い。しかし本作では現実感を強調するため、キャラクターの髪の色は黒や茶といった色に設定されており、制服も男子は学ランに女子は黒のセーラー服となっている。なお、葉月真帆や須磨寺雪緒が立ち絵で羽織っている薄橙色の上着はカーディガンである。
- シルバーブリッツのカードゲーム、Lyceeに参戦している。